# Vjatjeslav Zajtsev (modeskapare)
Vjatjeslav Michajlovitj Zajtsev (ryska: Вячеслав Михайлович Зайцев), även känd som Slava Zajtsev, ursprungligen Kokurin (ryska: Кокурин), född 2 mars 1938 i Ivanovo i Sovjetunionen, död 30 april 2023 i Sjtjolkovo, Moskva oblast, Ryssland, var en rysk modeskapare och konstnär, pristagare av det ryska statspriset (1995).